# Kim-Sarah Speer
Kim-Sarah Speer (* 2. August 1993 in Offenbach-Bieber) ist eine deutsche Politikerin (CDU). Sie ist Mitglied des Hessischen Landtags und des CDU-Bundesvorstandes.

## Leben
Speer legte an der Rudolf-Koch-Schule in Offenbach am Main das Abitur ab und studierte Rechtswissenschaft. Nach dem ersten Staatsexamen arbeitete sie im Büro des hessischen CDU-Generalsekretärs Manfred Pentz. 
Sie ist Mitglied der Jungen Union und war dort von 2020 bis 2024 Kreisvorsitzende der Jungen Union Offenbach. Seit 2021 gehört sie auch dem Landesvorstand der Jungen Union Hessen an. Sie ist Mitglied der CDU und dort stellvertretende Kreisvorsitzende der CDU Offenbach und Mitglied des Landesvorstandes der CDU Hessen. Im Mai 2024 wurde sie in den CDU-Bundesvorstand gewählt. Kommunalpolitisch ist sie seit 2018 als Stadtverordnete in Offenbach aktiv.
Bei der Landtagswahl in Hessen 2023 gewann sie als Direktkandidatin den Wahlkreis Offenbach-Stadt mit 25,9 % der Erststimmen, u. a. gegen den Wirtschaftsminister und stellvertretenden Ministerpräsidenten Tarek Al-Wazir (Grüne), und wurde so in den Hessischen Landtag gewählt.

## Einzelbelege
1. ↑  Kim-Sarah Speer | Hessischer Landtag. Abgerufen am 22. Januar 2024.
2. 1 2  Aus Offenbach nach Berlin: Das sagt Kim-Sarah Speer zu ihrer Wahl in den CDU-Bundesvorstand. 8. Mai 2024, abgerufen am 8. Mai 2024.
3. ↑  Unser Vorstand. In: Website Junge Union Offenbach. Abgerufen am 22. Januar 2024.
4. ↑  hessenschau de, Frankfurt Germany: Ergebnisse für den Wahlkreis 43 (Offenbach-Stadt). Landtagswahl Hessen 2023. 9. Oktober 2023, abgerufen am 22. Januar 2024.
5. ↑  Jochen Remmert: Offenbach: Wie Kim-Sarah Speer Wirtschaftsminister Al-Wazir geschlagen hat. In: FAZ.NET. 25. Oktober 2023, ISSN 0174-4909 (faz.net [abgerufen am 22. Januar 2024]).

| Personendaten    | Personendaten                          |
| ---------------- | -------------------------------------- |
| NAME             | Speer, Kim-Sarah                       |
| KURZBESCHREIBUNG | deutsche Politikerin (CDU), MdL Hessen |
| GEBURTSDATUM     | 2. August 1993                         |
| GEBURTSORT       | Offenbach-Bieber                       |